# Miss Europe 1999

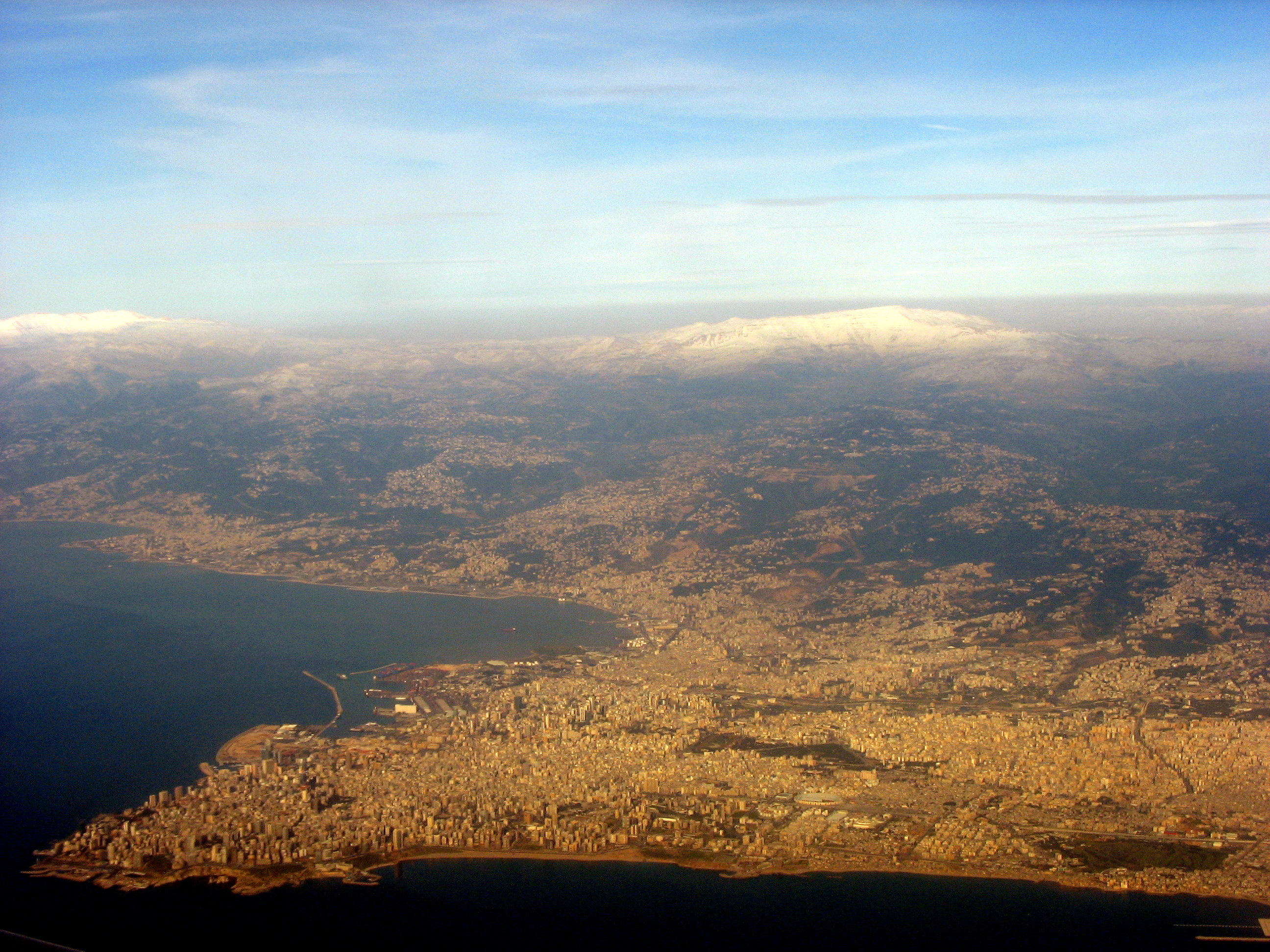
Luftbild von Beirut, Ort der Veranstaltung

Der Wettbewerb um die Miss Europe 1999 war der zweiundvierzigste seit 1948, den die Mondial Events Organisation (MEO) durchführte. Sie war von den Franzosen Roger Zeiler und Claude Berr ins Leben gerufen worden, hatte ihren Sitz in Paris und arrangierte den Wettbewerb bis 2002.
Die Kandidatinnen waren in ihren Herkunftsländern von nationalen Organisationskomitees ausgewählt worden, die mit der MEO Lizenzverträge abgeschlossen hatten. Dabei muss es sich nicht in jedem Fall um die Erstplatzierte in ihrem nationalen Wettbewerb gehandelt haben.

## Miss Europe 1999/2000
Die Veranstaltung fand am 25. Juni 1999 in der libanesischen Hauptstadt Beirut statt. Es gab 39 Bewerberinnen.
Im Folgejahr 2000 sollte der Wettbewerb wieder dort ausgetragen werden. Er wurde aber wegen der unsicheren politischen Lage abgesagt. Deshalb bezeichnete die MEO ihn und die Siegerin nachträglich als „Miss Europe 1999/2000“.
| Land                    | Schreibweise bei Pageantopolis | Schreibweise in der Heimatsprache                  | Teilnahme an weiteren Wettbewerben                   |
| ----------------------- | ------------------------------ | -------------------------------------------------- | ---------------------------------------------------- |
| Platzierungen           |                                |                                                    |                                                      |
| 1. Russland             | Yelena Rogozhina               | Елена Рогожина                                     |                                                      |
| 2. Italien              | Cristina Cellai                | Cristina Cellai                                    |                                                      |
| 3. Estland              | Kadri Väljaots                 | Kadri Väljaots                                     | Miss Baltic Sea 1999: Siegerin                       |
| 4. Finnland             | Minna Lehtinen                 | Minna Lehtinen                                     | Miss World 1997                                      |
| 5. Tschechien           | Jitka Kocurova                 | Jitka Kocurová                                     | Miss Universe 2000                                   |
| Top 15                  |                                |                                                    |                                                      |
| Armenien                | Gohar Harutyunian              | Գոհար Հարությունյան                                |                                                      |
| Belarus                 | Svetlana Kruk                  | Святлана Крук (Sviatlana Kruk)                     | Miss World 2000                                      |
| Frankreich              | Pamela Semmache                | Paméla Semmache                                    |                                                      |
| Island                  | Katrín Rós Baldursdóttir       | Katrín Rós Baldursdóttir                           |                                                      |
| Kroatien                | Tijana Safar                   | Tijana Šafar                                       |                                                      |
| Schweden                | Malin Jonsson                  | Malin Jonsson                                      |                                                      |
| Schweiz                 | Tiziana Bölsterli              | Tiziana Bölsterli                                  |                                                      |
| Slowakei                | Dusana Fridrichova             | Dušana Fridrichová                                 |                                                      |
| Türkei                  | Hulya Mutlu                    | Hülya Mutlu                                        |                                                      |
| Ukraine                 | Yuliya Zharkova                | Юлія Жаркoва (ukrainisch), Юлия Жаркoва (russisch) |                                                      |
| Weitere Teilnehmerinnen |                                |                                                    |                                                      |
| Albanien                | Venera Mustafa                 |                                                    |                                                      |
| Belgien                 | Alexandra Monteiro             |                                                    |                                                      |
| Bulgarien               | Krastina Totkova               | Кръстина Тоткова                                   |                                                      |
| Dänemark                | Maria Hjelmborg                | Maria Hjelmborg                                    |                                                      |
| Deutschland             | Helene Löwenstein              |                                                    |                                                      |
| Georgien                | Eka Tordia                     |                                                    |                                                      |
| Griechenland            | Fei Georgakopoulou             | Φαίη Γεωργακοπούλου                                |                                                      |
| Großbritannien          | Danielle Waller                |                                                    | Miss Europe 1999 des „Comité Officiel“ (s. u.)       |
| Irland                  | Claire McKenna                 |                                                    |                                                      |
| Lettland                | Anete Jurjane                  |                                                    | Best Model of the World 1999, Miss Bikini World 2001 |
| Litauen                 | Ieva Bieliauskaite             | Ieva Bieliauskaitė                                 |                                                      |
| Malta                   | Janet Spiteri                  |                                                    |                                                      |
| Mazedonien              | Ana Binovska                   | Ана Биновска                                       | Miss International 1998                              |
| Moldau                  | Lilia Ciofu                    |                                                    |                                                      |
| Niederlande             | Angèle du Bois                 | Angela du Bois                                     |                                                      |
| Norwegen                | Anette Rusten                  |                                                    | Miss International 1999                              |
| Österreich              | Magdalena Jamrozy              |                                                    |                                                      |
| Polen                   | Agnieszka Stolarczyk           |                                                    |                                                      |
| Portugal                | Marisa Ferreira                |                                                    | Miss Universe 1999                                   |
| Rumänien                | Angela Tanase                  |                                                    |                                                      |
| Slowenien               | Tatjana Tutan                  | Tatjana Tutan                                      |                                                      |
| Spanien                 | Inmaculada Nadal González      | Inmaculada Nadal González                          |                                                      |
| Ungarn                  | Erika Dankai                   |                                                    | Miss World 1999                                      |
| Zypern                  | Carina Constantinidou          | Καρίνα Κωνσταντίνιδου                              |                                                      |

## Wettbewerb des „Comité Officiel et International Miss Europe“
Von 1951 bis 2002 gab es einen rivalisierenden europäischen Wettbewerb, durchgeführt vom Comité Officiel et International Miss Europe. Dies wurde 1950 von Jean Raibaut in Paris gegründet, der Sitz später nach Marseille verlegt. Die Siegerinnen trugen unterschiedliche Titel wie Miss Europa, Miss Europe oder auch Miss Europe International.
Er fand am 8. September 1999 im Griechischen Theater in Taormina auf der italienischen Insel Sizilien statt. Es gab 34 Bewerberinnen, von denen 22 namentlich dokumentiert sind.
Platzierungen:
- 1.  Rumänien: Anna Maria Tudorache
- 2.  Spanien: Eva Maria Blanco Games

Unter den weiteren Teilnehmerinnen:
- Albanien: Aldona Elezi
- Bulgarien: Ana Maria Oproiu
- Bulgarien: Cristina Stan
- Deutschland: Jessica Stahl
- England: Zara Baynes (Teilnahme an der Miss Europe 1996 für Wales)
- England: Kishmiro Dickinson
- England: Angela Lynn Smedley
- England: Katie Vigers
- England: Danielle Waller (auch Teilnahme am Wettbewerb der MEO, s. o.)
- Finnland: Jenni Ahola
- Finnland: Linda Kvalvaag (Miss Globe 1999: Semifinale, für Norwegen)
- Finnland: Anu Pekkarinen
- Lettland: Iveta Vanaga (Teilnahme an der Queen of the World 1998)
- Malta: Citianne Balzan
- Rumänien: Alina Tautan
- Rumänien: Simona Verestiuc
- Schweden: Nadine Callus
- Ukraine: Galina Lakhtina / Галіна Лахтіна (ukrainisch), Галина Лахтина (russisch)
- Ungarn: Szilvia Booli
- Ungarn: Lilla Hartai